# 랭커스터 공국
랭커스터 공국(Duchy of Lancaster)은 1399년 이래로 잉글랜드왕 및 그 후신인 영국왕이 랭커스터 공작의 명의로 소유하는 사유 부동산이다. 주권자(군주)의 독립적 수입원 기능을 하기 위해 존재한다. 웨일스 공(왕위 후계자)의 수입원인 콘월 공국과 함께 현재 영국 내에 존재하는 두 개의 공국 중 하나다.
랭커스터 공국을 구성하는 각종 농장, 건물 따위는 체셔, 스태퍼드셔, 더비셔, 링컨셔, 요크셔, 랭커셔, 런던에 산재해 있으며, 그 총 면적은 18,433 헥타르(45,550 에이커)다.
2015년 3월 31일 회계 기준으로 랭커스터 공국의 부동산 가치는 4억 7200만 파운드이며, 연간 알짜 수입은 1600만 파운드이다. 랭커스터 공국을 관리하는 사람은 랭커스터 공국상이라고 하며, 총리의 자문에 따라 주권자가 임명하는 각료로 취급된다.